# Ernst Hanfstaengl

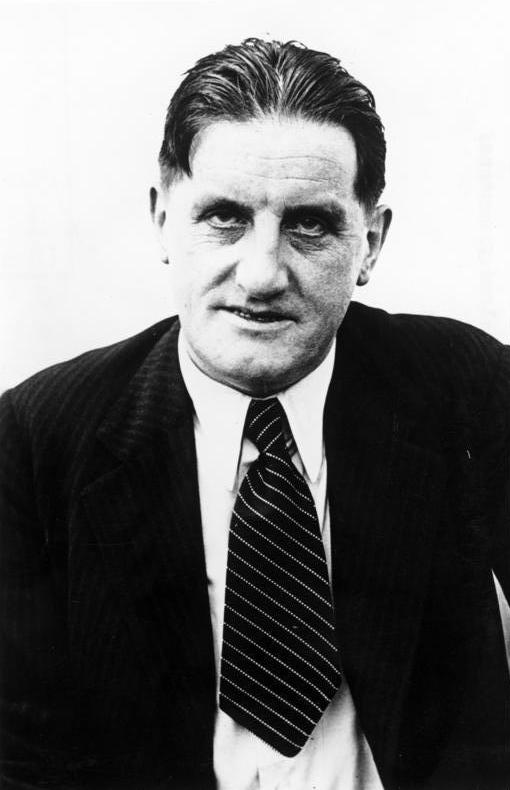
Ernst Hanfstaengl w 1934 roku

Ernst Franz Sedgwick Hanfstaengl (ur. 2 lutego 1887 w Monachium, zm. 6 listopada 1975 tamże) – podwójny agent: pracował zarówno dla Franklina Delano Roosevelta, jak i dla Adolfa Hitlera.

## Młodość
Ernst Hanfstaengl, pieszczotliwie nazywany „Putzi”, urodził się w Monachium w Niemczech jako syn zamożnego niemieckiego publicysty, Edgara Hanfstaengla. Jego ojcem chrzestnym był książę Ernest II. Jego matka była natomiast Amerykanką. Większość swojej młodości spędził w Niemczech, a później przeniósł się do Stanów Zjednoczonych. Matka Hanfstaengla, Katharine Wilhelmina Heine, była córką Williama Heine, kuzyna Johna Sedgwicka. Hanfstaengl miał także siostrę Ernę. Studiował na Uniwersytecie Harvarda, gdzie zapoznał się z Walterem Lippmannem oraz Johnem Reedem. Jako utalentowany pianista skomponował kilka utworów dla drużyny piłkarskiej z Harvardu. Ukończył studia w roku 1909. Według biografii Hitlera, napisanej przez Johna Tollanda, Hanfstaengl był wysokim mężczyzną (mierzył ok. 1,9 m wzrostu), a jego przydomek „Putzi” (niem. „mały” lub „śliczny”) miał charakter żartobliwy.
Gdy przeprowadził się do Nowego Jorku, przejął zarządzanie nad amerykańską filią firmy swojego ojca, Franz Hanfstaengl Fine Arts Publishing House. Każdego ranka ćwiczył grę na pianinie w New York Harvard Club, gdzie zapoznał się z Franklinem oraz Theodorem Rooseveltem. Wśród jego znajomych znaleźli się również baron medialny William Randolph Hearst, pisarka Djuna Barnes oraz aktor Charlie Chaplin.
U progu I wojny światowej Hanfstaengl poprosił niemieckiego attaché wojskowego w Nowym Jorku o przewiezienie go do Niemiec. Lekko zdziwiony tą propozycją attaché odmówił, więc Hanfstaengl w czasie wojny pozostał w Stanach Zjednoczonych. Po roku 1917 amerykańska filia firmy rodzinnej Hanfstaenglów została skonfiskowana jako majątek wroga.
11 lutego 1920 Hanfstaengl poślubił Helenę Elisę Adelheid Niemeyer z Long Island. Ich jedyny syn, Egon Ludwig, zaciągnął się później do sił powietrznych USA. Córka, Herta, zmarła w wieku 5 lat.

## Powiernik Hitlera
Po powrocie do Niemiec w 1922 roku mieszkał w rodzinnej Bawarii. Tam też po raz pierwszy usłyszał przemówienie Hitlera w monachijskiej piwiarni. Pewien członek harvardzkiego klubu Hasty Pudding poprosił Hanfstaengla o współpracę z wojskowym attaché przysłanym do Monachium w celu zbadania lokalnej sceny politycznej. Tuż przed powrotem do Berlina attaché wojskowy Stanów Zjednoczonych w Berlinie, kapitan Truman Smith, poprosił Hanfstaengla o wzięcie udziału w nazistowskim rajdzie samochodowym oraz podzielenie się wrażeniami na temat Hitlera.
Hanfstaengl był tak bardzo zafascynowany postacią Hitlera, że wkrótce stał się jego gorącym zwolennikiem. Niemniej jednak nie wstąpił oficjalnie do NSDAP aż do roku 1931. Hanfstaengl powiedział kiedyś, że „Nikt w ciągu najbliższych 10 tysięcy lat nie będzie zdolny tak zapanować nad tłumem, jak Hitler robi to w czasie 2,5 godziny”. Stwierdził też, że „Ze względu na niezwykłą budowę gardła, był on w stanie stworzyć niesamowitą rapsodię histerii. Stawał się wówczas uosobieniem nieznanego żołnierza niemieckiego”.
Hanfstaengl przedstawił się Hitlerowi zaraz po przemówieniu tego drugiego. Wkrótce nawiązała się pomiędzy nimi przyjaźń oraz współpraca polityczna, która przetrwała lata 20. oraz wczesne lata 30. XX wieku. Wziąwszy udział w nieudanym puczu monachijskim w roku 1923 Hanfstaengl natychmiast udał się do Austrii. W tym czasie ranny Hitler próbował schronić się w jego domu w Uffing, niedaleko Monachium. Helena, żona Hanfstaengla, powstrzymała Hitlera przed samobójstwem, gdy policja przyszła go aresztować.
Przez większość lat 20 XX wieku Hanfstaengl pośredniczył w kontaktach Hitlera z przedstawicielami wyższych klas społeczeństwa i pomagał poprawić jego wizerunek. Finansował również po części wydanie książki Hitlera pt. „Mein Kampf” (niem. „moja walka”) oraz oficjalne prasowe wydawnictwo NSDAP, gazetę „Völkischer Beobachter”. Hitler został ojcem chrzestnym Egona, syna Hanfstaengla. Hanfstaengl skomponował marsze dla Hitlerjugend oraz SA. Wzorował te pieśni na własnych utworach dla drużyn piłkarskich z Harvardu. Później stworzył także pieśń pt. „Sieg Heil”. Wśród najbliższych znajomych Hanfstaengla w tym okresie znaleźli się Hans Heinz Ewers oraz działacz partyjny NSDAP i dziennikarz, Kurt Lüdecke.
Jako osoba biegle znająca język angielski i posiadająca liczne kontakty w wyższych sferach w Anglii oraz w USA, Hanfstaengl został szefem Biura Prasy Zagranicznej w Berlinie. Oprócz swojego stanowiska, wiele korzyści zawdzięczał przyjaźni z Hitlerem, który lubił słuchać jego gry na pianinie. Hanfstaengl oświadczył później, że to on poinformował Hitlera i Hermanna Göringa o pożarze Reichstagu.

## Zanik wpływów Hanfstaengla
Gdy NSDAP doszła do władzy, Hanfstaengl uwikłał się w konflikt z ministrem propagandy Rzeszy, Josephem Goebbelsem. Został z tego powodu usunięty ze sztabu Hitlera w roku 1933. W roku 1936 rozwiódł się z Heleną. Wkrótce został zdemaskowany przez Unity Mitford (bliską znajomą zarówno rodziny Hanfstaenglów, jak i Hitlera), co sprawiło, że Hitler stracił do niego zaufanie.
W roku 1937 Hanfstaengl otrzymał rozkaz wyjazdu na misję lotniczą do Hiszpanii i lądowania ze spadochronem na obszarze kontrolowanym przez hiszpańskich nacjonalistów. Jego zadaniem miał być udział w negocjacjach pokojowych, których celem było zakończenie hiszpańskiej wojny domowej. W czasie lotu przeczuwał, że planowany jest zamach na jego życie. Zapytał zatem pilota o więcej szczegółów na temat jego misji. Pilot zdradził, że Hanfstaengl miał być spuszczony nad terytorium kontrolowanym przez lojalistów, co oznaczałoby dla niego pewną śmierć. Stwierdziwszy problemy z silnikiem pilot postanowił wylądować na niewielkim lotnisku. Umożliwiło to Hanfstaenglowi ucieczkę.
Taka wersja wydarzeń została przedstawiona przez Alberta Speera w jego pamiętniku. Według niego misja Hanfstaengla była tylko wyszukanym żartem zaplanowanym przez Hitlera i Goebbelsa – karą dla Hanfstaengla za obrazę Führera „niestosownymi uwagami na temat ducha bojowego niemieckich żołnierzy na służbie” – wspierających frankistów w hiszpańskiej wojnie domowej.
Hanfstaengl otrzymał zapieczętowaną kopertę z tajnymi rozkazami od Hitlera, które miały pozostać niejawne aż do zakończenia lotu. Zgodnie z dyrektywami zawartymi w kopercie Hanfstaengla planowano zrzucić na „czerwonym hiszpańskim terytorium”, by pracował w charakterze agenta dla gen. Francisco Franco. Według Speera samolot z Hanfstaenglem po prostu krążył nad terytorium Niemiec, z czego sam zainteresowany nie zdawał sobie sprawy. Ponadto podawano fałszywą lokalizację samolotu, aby zrobić wrażenie, że maszyna rzeczywiście zbliża się do Hiszpanii.
Po wypełnieniu intryganckiego planu pilot oznajmił, że musi wykonać lądowanie awaryjne. Bezpiecznie zaparkował aeroplan na lotnisku w Lipsku. Przerażony Hanfstaengl natychmiast uciekł.
Udał się następnie do Szwajcarii i zabezpieczywszy wyjazd swego syna, Egona, z Niemiec przeprowadził się do Anglii, gdzie po wybuchu II wojny światowej został aresztowany jako agent wrogiego państwa. Później przeniesiono go do więzienia w Kanadzie.
Hanfstaengla przekazano Stanom Zjednoczonym. Planowano jego udział w „Projekcie S” prezydenta Roosevelta. Ujawnił informacje o ok. 400 osobach z kierownictwa NSDAP. O samym Hitlerze przygotował 68 stron informacji. Były wśród nich szczegóły z życia prywatnego dyktatora. Ponadto pomógł profesorowi Henry’emu A. Murrayowi, dyrektorowi Kliniki Psychologicznej na Harvardzie, psychoanalitykowi Walterowi C. Langerowi oraz innym ekspertom sporządzić raport dla Biura Służb Strategicznych (Office of Strategic Services). W roku 1943 zatwierdził „Analizę Osobowości Adolfa Hitlera”. W 1944 Hanfstaengl został oddany w ręce Brytyjczyków, którzy pod koniec wojny przenieśli go do ojczyzny.
William Shirer, dziennikarz stacji CBS, przebywający w nazistowskich Niemczech do roku 1941 i często kontaktujący się z Hanfstaenglem, opisał go jako „człowieka ekscentrycznego, który swoją cyniczną inteligencją nadrabiał płytkość umysłu”.
Hanfstaengl napisał książkę o swoich osobistych doświadczeniach pt. Niewysłuchany świadek (Unheard Witness) (1957). W roku 2004 jego życie zostało przedstawione w książce Petera Conradiego pt. Pianista Hitlera: Wzrost i upadek Ernsta Hanfstaengla, powiernika Hitlera i sojusznika Franklina D. Roosevelta (Hitler’s Piano Player: The Rise and Fall of Ernst Hanfstaengl, Confidante of Hitler, Ally of FDR).

## W kulturze masowej
Wizerunek Hanfstaengla rzadko pojawiał się w utworach obrazujących życie Hitlera lub życie w nazistowskich Niemczech. Znalazł się jednak w gronie głównych postaci zarówno w filmie telewizyjnym Hitler: Narodziny zła (Hitler:The Rise of Evil), gdzie jego rolę grał Liev Schreiber), oraz w powieści Siostrzenica Hitlera (Hitler’s Niece) autorstwa Rona Hansena.